# (32129) 2000 LV14
2000 LV14 (asteroide 32129) é um asteroide da cintura principal. Possui uma excentricidade de 0.15396920 e uma inclinação de 8.31417º.
Este asteroide foi descoberto no dia 7 de junho de 2000 por LINEAR em Socorro.